# Bryan Landaverde
Bryan Balmore Landaverde Álvarez (Ilopango, San Salvador, El Salvador, 27 de mayo de 1995) es un futbolista salvadoreño que juega como mediocentro. Actualmente juega con el Luis Ángel Firpo.

## Clubes
Actualizado al último partido jugado el 11 de mayo de 2025.
| Club Deportivo Universidad de El Salvador · El Salvador | 1.ª                 | 2014-15             | 19  | 1  | - | - | - | - | 19  | 1  |
| Club Deportivo Universidad de El Salvador · El Salvador | Total               | Total               | 19  | 1  | 0 | 0 | 0 | 0 | 19  | 1  |
| Club Deportivo Juventud Independiente · El Salvador     | 1.ª                 | 2015-16             | 11  | 0  | - | - | - | - | 11  | 0  |
| Club Deportivo Juventud Independiente · El Salvador     | Total               | Total               | 11  | 0  | 0 | 0 | 0 | 0 | 11  | 0  |
| Club Deportivo Luis Ángel Firpo · El Salvador           | 1.ª                 | 2016-17             | 38  | 4  | - | - | - | - | 38  | 4  |
| Club Deportivo Luis Ángel Firpo · El Salvador           | 1.ª                 | 2017                | 14  | 1  | - | - | - | - | 14  | 1  |
| Club Deportivo Luis Ángel Firpo · El Salvador           | Total               | Total               | 52  | 5  | 0 | 0 | 0 | 0 | 52  | 5  |
| Club Deportivo Águila · El Salvador                     | 1.ª                 | 2018                | 21  | 1  | - | - | - | - | 21  | 1  |
| Club Deportivo Águila · El Salvador                     | 1.ª                 | 2018                | 20  | 0  | - | - | - | - | 20  | 0  |
| Club Deportivo Águila · El Salvador                     | Total               | Total               | 41  | 1  | 0 | 0 | 0 | 0 | 41  | 1  |
| Club Deportivo FAS · El Salvador                        | 1.ª                 | 2019                | 17  | 0  | - | - | - | - | 17  | 0  |
| Club Deportivo FAS · El Salvador                        | 1.ª                 | 2019-20             | 28  | 0  | - | - | - | - | 28  | 0  |
| Club Deportivo FAS · El Salvador                        | 1.ª                 | 2020-21             | 25  | 2  | - | - | - | - | 25  | 2  |
| Club Deportivo FAS · El Salvador                        | 1.ª                 | 2021-22             | 33  | 4  | - | - | 1 | 0 | 34  | 4  |
| Club Deportivo FAS · El Salvador                        | 1.ª                 | 2022-23             | 25  | 4  | - | - | - | - | 25  | 4  |
| Club Deportivo FAS · El Salvador                        | 1.ª                 | 2023                | 10  | 0  | - | - | - | - | 10  | 0  |
| Club Deportivo FAS · El Salvador                        | Total               | Total               | 138 | 10 | 0 | 0 | 1 | 0 | 139 | 10 |
| Club Deportivo Municipal Limeño · El Salvador           | 1.ª                 | 2024                | 15  | 0  | - | - | - | - | 15  | 0  |
| Club Deportivo Municipal Limeño · El Salvador           | 1.ª                 | 2024                | 13  | 1  | - | - | - | - | 13  | 1  |
| Club Deportivo Municipal Limeño · El Salvador           | Total               | Total               | 28  | 1  | 0 | 0 | 0 | 0 | 28  | 1  |
| Club Deportivo Luis Ángel Firpo · El Salvador           | 1.ª                 | 2025                | 16  | 1  | - | - | - | - | 16  | 1  |
| Club Deportivo Luis Ángel Firpo · El Salvador           | 1.ª                 | 2025-26             |     |    |   |   |   |   |     |    |
| Club Deportivo Luis Ángel Firpo · El Salvador           | Total               | Total               | 16  | 1  | 0 | 0 | 0 | 0 | 16  | 1  |
| Total en su carrera                                     | Total en su carrera | Total en su carrera | 305 | 19 | 0 | 0 | 1 | 0 | 306 | 19 |
| (2) No incluye goles en partidos amistosos.             |                     |                     |     |    |   |   |   |   |     |    |

Segunda División de El Salvador
| Club                   | País        | Año         | Partidos | Goles |
| ---------------------- | ----------- | ----------- | -------- | ----- |
| Turín FESA Fútbol Club | El Salvador | 2010 - 2014 | 62       | 1     |
| Total:                 | Total:      | Total:      | 62       | 1     |

### Selección nacional
| Selección                                    | Año                 | Partidos | Goles |
| -------------------------------------------- | ------------------- | -------- | ----- |
| El Salvador Sub-17                           |                     |          |       |
| 2010                                         | 2                   | 0        |       |
| 2011                                         | 2                   | 0        |       |
| El Salvador Sub-20                           |                     |          |       |
| 2012                                         | 1                   | 0        |       |
| El Salvador Sub-21                           |                     |          |       |
| 2014                                         | 2                   | 0        |       |
| Total en su carrera                          | Total en su carrera | 7        | 0     |
| El Salvador                                  |                     |          |       |
| 2015                                         | 1                   | 0        |       |
| 2016                                         | 0                   | 0        |       |
| 2017                                         | 0                   | 0        |       |
| 2018                                         | 0                   | 0        |       |
| 2019                                         | 0                   | 0        |       |
| 2020                                         | 0                   | 0        |       |
| 2021                                         | 4                   | 0        |       |
| 2022                                         | 9                   | 0        |       |
| 2023                                         | 7                   | 0        |       |
| 2024                                         | 5                   | 1        |       |
| Total en su carrera                          | Total en su carrera | 26       | 1     |
| Estadísticas hasta el 14 de octubre de 2024. |                     |          |       |

## Palmarés
| Título           | Club | País        | Torneo        |
| ---------------- | ---- | ----------- | ------------- |
| Primera División | FAS  | El Salvador | Clausura 2021 |
| Primera División | FAS  | El Salvador | Apertura 2022 |